# 緊急防除
緊急防除（きんきゅうぼうじょ）は、日本において、植物に大きな被害を恐れがある有害動植物（病害虫など）が、新たに国内に侵入した場合や、既に国内の一部に存在している場合に、そのまん延を防ぐために緊急に行われる防除措置である。植物防疫法第17条から第21条に定められている。
緊急防除にあたっては、防除を行う区域及び期間を決定し、寄主植物の作付けの制限や禁止、譲渡や移動の制限、消毒、除去、廃棄等の措置が行われる。

## 緊急防除の例

### ウメ輪紋ウイルス（プラムポックスウイルス）
ウメ輪紋ウイルス（プラムポックスウイルス）は、モモやスモモ等の農作物に大きな被害を与えるウイルスで、2009年（平成21年）4月に東京都青梅市のウメで、日本国内で初めて病気の発生が確認された。
そこで、2010年（平成22年）2月20日から東京都青梅市及び日の出町の全域、あきる野市、八王子市及び奥多摩町の一部地域を防除区域に指定し、感染した又はそのおそれがある植物の抜根・焼却等、持ち出し禁止による緊急防除を実施。この措置によって吉野梅郷のウメすべてが最終的に伐採された。当初の期間は2015年（平成27年）3月31日までとされたが、2021年（令和3年）3月31日までに延長されている。また、防除区域も神奈川県、愛知県、岐阜県、大阪府、兵庫県の一部地域に拡大している（その後、除外された地域も一部ある）。

### ジャガイモシロシストセンチュウ
ジャガイモシロシストセンチュウは、ジャガイモ等のナス科の植物に寄生して枯死させる害虫で、2015年（平成27年）8月に北海道網走市内のほ場において、日本国内で初めて確認された。
そこで、2016年（平成28年）10月23日から2020年（令和2年）3月31日の期間とし、北海道網走市の一部を防除区域として、ナス科植物の作付け禁止、移動の制限、廃棄の措置等による緊急防除が行われている。

### ミカンコミバエ種群
ミカンコミバエ種群は、ミカンコミバエ及びミカンコミバエに形態が酷似した種の総称で、柑橘類の代表的な害虫である。日本では1919年（大正8年）に沖縄本島で最初に発見された。その後、南西諸島及び小笠原諸島に広まり、長らく寄主植物の国内移動が禁止されたが、1968年（昭和43年）から根絶事業が開始され、1986年（昭和61年）に根絶が確認されていた。
2015年（平成27年）9月に鹿児島県奄美大島南部等でミカンコミバエ種群が確認されたため、誘殺用のテックス板の散布等による防除を行った。しかし、10月以降もミカンコミバエ種群が多数確認され、特産のポンカン、タンカンの収穫・出荷時期が近づいたことから、12月13日から鹿児島県奄美市、大島郡宇検村、瀬戸内町、龍郷町、大和村を防除区域として緊急防除を開始し、寄主植物の国内移動の禁止、ミカンコミバエ種群が付着又はそのおそれがある植物等の廃棄の措置がとられた。当初、防除期間は2017年（平成29年）3月31日までとされていたが、その後、同島において防除対策を講じた結果、根絶が確認されたため、2016年（平成28年）7月14日に緊急防除が解除された。